# 龍井庄
龍井庄，為1920年~1945年間存在之行政區，轄屬台中州大甲郡。今台中市龍井區。

## 街原名
原屬
- 大肚下堡之茄投、福頭崙庄、塗葛堀庄
- 大肚中堡之龍目井庄、山脚庄、三塊厝庄、新庄仔庄
- 茄投改稱龍井

## 行政區劃
龍井庄轄域內分為龍井、福頭崙、塗葛堀、龍目井、山脚、三塊厝、新庄子七個大字。
- 龍井大字下有「龍井」、「田中央」、「竹坑」小字名
- 福頭崙大字下有「福頭崙」、「海埔子」小字名
- 塗葛堀大字下有「塗葛堀」、「水裡港」、「福州厝」小字名
- 龍目井大字下有「龍目井」、「水師寮」、 「水裡社」小字名
- 三塊厝大字下有「三塊厝」、「海埔厝」小字名
- 新子大字下有「新庄子」、「南寮」小字名

## 設施
官署
- 龍井庄役場
- 龍井警察官吏派出所
- 龍目井警察官吏派出所
- 三塊厝警察官吏派出所
- 塗葛堀警察官吏派出所

學校
- 龍井公學校
- 龍井公學校三塊厝分教場
- 龍泉公學校
- 龍泉公學校新庄分教場

會社
- 龍井信用購買利用組合
- 龍井運輸株式會社
- 益成運送支店